# 1148 T-1
1148 T-1 är en asteroid i huvudbältet som upptäcktes den 25 mars 1971 av den nederländsk-amerikanske astronomen Tom Gehrels och det nederländska astronomparet Ingrid van Houten-Groeneveld och Cornelis Johannes van Houten vid Palomarobservatoriet.
Asteroiden har en diameter på ungefär 2 kilometer.